# Hemipodaphis monstrosa
Hemipodaphis monstrosa är en insektsart. Hemipodaphis monstrosa ingår i släktet Hemipodaphis och familjen långrörsbladlöss. Inga underarter finns listade i Catalogue of Life.